# Johnny Rockets
The Johnny Rockets Group Inc. — це американська ресторанна франшиза, чий тематичний декор заснований на закусочних у стилі 1950-х років. Станом на квітень 2024 року компанія має 90 закладів у Аризоні, Каліфорнії, Коннектикуті, Вашингтоні (округ Колумбія), Флориді, Джорджії, Гаваях, Іллінойсі, Луїзіані, Мені, Меріленді, Массачусетсі, Міннесоті, Міссурі, Неваді, Нью-Джерсі, Нью-Йорку, Пенсільванії, Род-Айленді, Теннессі, Техасі, Юті, Вірджинії та Вашингтоні. Декор включає рекламу Coca-Cola, майже повнорозмірні картонні ілюстрації жінок у формі збройних сил Другої світової війни (див. WASP - Жіночі авіаційні служби пілотів), індивідуальні джукбокс-станції, хромовані акценти та червоні вінілові сидіння.
Меню, презентація, прилавок для сидіння та зона для гриля базуються на оригінальному ресторані 1947 року, The Apple Pan, у Західному Лос-Анджелесі. Гамбургери готуються на грилі на замовлення у присутності клієнтів і подаються загорнутими в папір у металевих кошиках. Один заклад на Гаваях називається «Rock 'n Fun» і також має аркаду.

## Історія
Johnny Rockets було засновано 6 червня 1986 року Ронном Тейтелбаумом із Лос-Анджелеса, Каліфорнія, і «створено як "нехимерну" реконструкцію закусочних у стилі 1940-х років його дитинства». Перший ресторан був заснований як заклад із 20 стільцями на Мелроуз-авеню в Лос-Анджелесі. Цей заклад назавжди закрився 26 жовтня 2015 року. Рон Тейтелбаум помер 11 вересня 2000 року у віці 61 року.

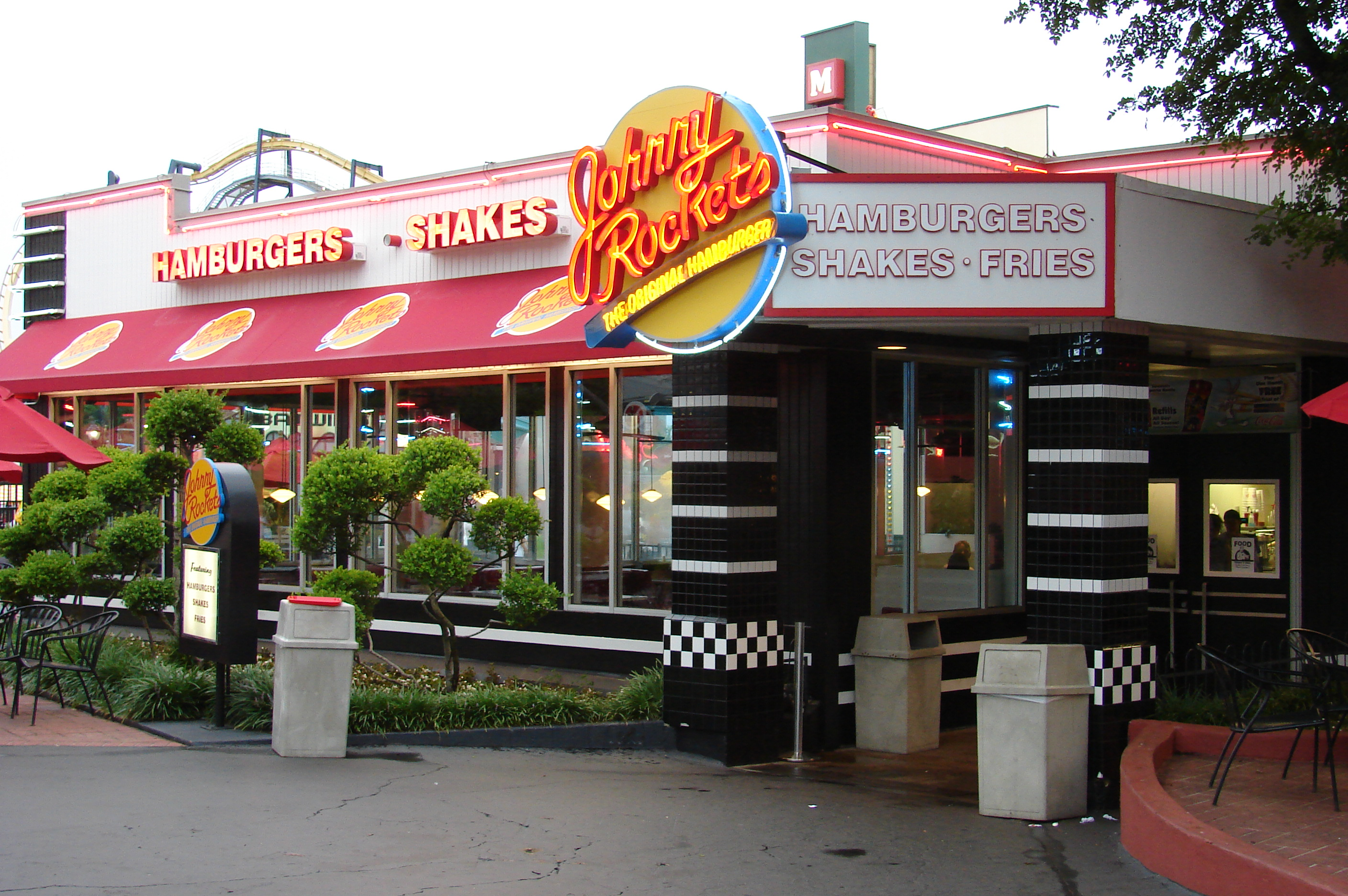
Johnny Rockets у Six Flags Over Texas

У лютому 2007 року було оголошено, що RedZone Capital, приватна інвестиційна фірма Деніела Снайдера, має намір придбати мережу. Снайдер оголосив про плани розширити мережу як у Сполучених Штатах, так і по всьому світу, включаючи запуск менших закладів під назвою Johnny Rockets Express. Снайдер залучив до керівництва компанією Лі Сандерса з Buffalo Wild Wings, колишнього співробітника Dunkin Brands, General Mills та Pepsico, на посаду президента та генерального директора, а також члена ради директорів. Сандерс керував бізнесом майже 4 роки.
Ресторан з обслуговуванням за столиками, що належав Six Flags Great Escape (на той час RedZone був найбільшим акціонером), Trappers Adirondack Grill, був перетворений на Johnny Rockets у червні 2008 року. Кілька років потому Six Flags New England також відкрила Johnny Rockets біля Superman: Ride Of Steel.
У квітні 2009 року новий Yankee Stadium відкрився із закусочними Johnny Rockets по всій території. Ці заклади пропонують традиційні гамбургери Johnny Rockets, картоплю фрі, коктейлі та молочні коктейлі, серед інших страв. FedExField, домашній стадіон Вашингтон Коммандерс (стадіон і команда належали Снайдеру, компанія якого володіла Johnny Rockets на той час), також має зони з закусочними Johnny Rockets.
Найбільша у світі франшиза Johnny Rockets відкрилася 6 червня 2012 року на розі Авеню Авраама Лінкольна та Авеню Болівара в Санто-Домінго, столиці Домініканської Республіки. Ресторан має площу понад 6 000 квадратних футів (560 м2) та вміщує понад 200 гостей.
У 2013 році RedZone Capital Management продала компанію Sun Capital Partners.

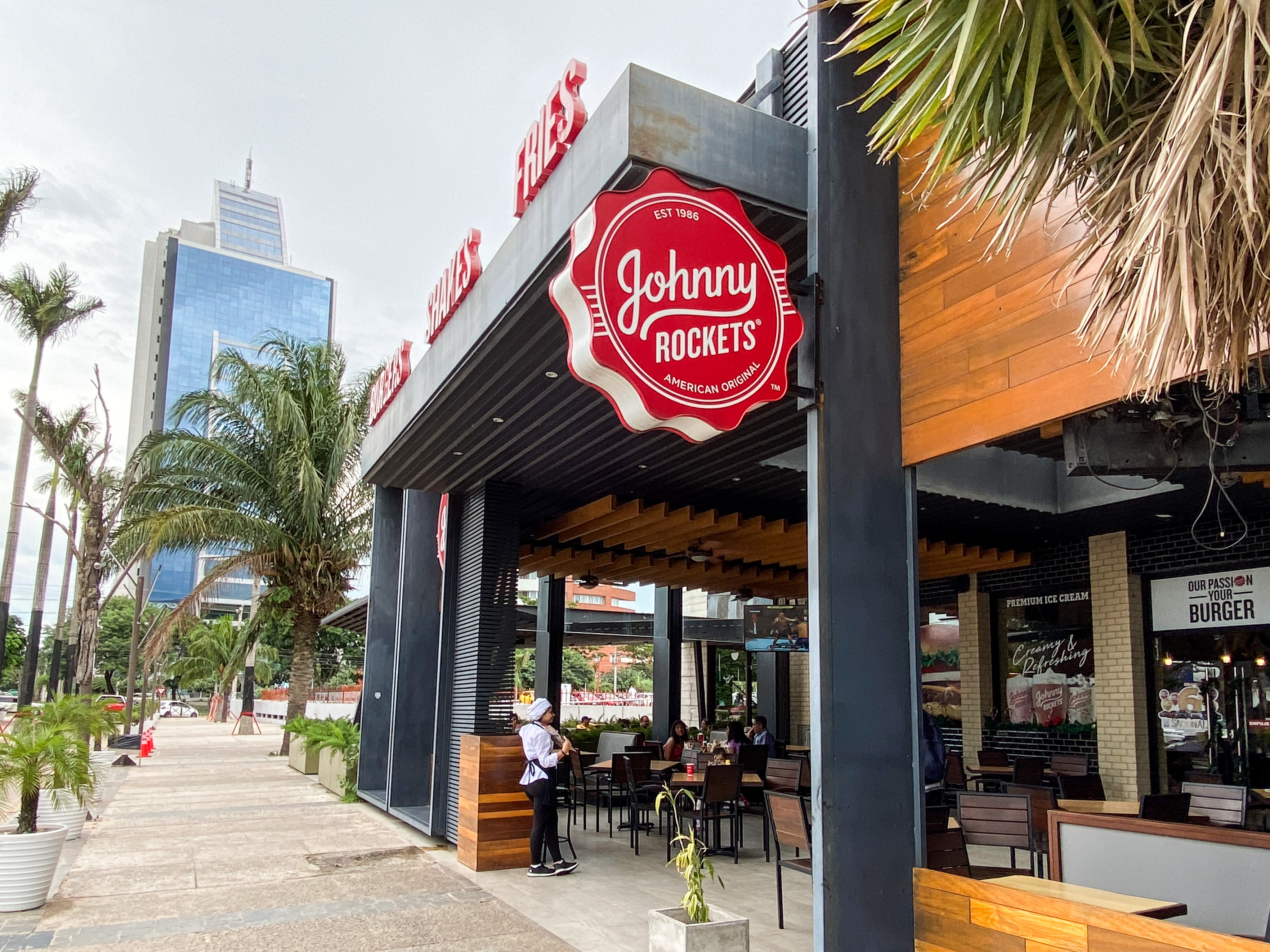
Johnny Rockets у Санта-Крус, Болівія, міжнародна локація

13 серпня 2020 року Johnny Rockets була придбана компанією FAT Brands (материнська компанія Fatburger) за 25 мільйонів доларів.

### Міжнародні заклади
Johnny Rockets працює в Австралії, Бахрейні, Болівії, Бразилії, Чилі, Коста-Риці, Еквадорі, Гондурасі, Індії, Індонезії, Італії, Кувейті, Мексиці, Нігерії, Північному Кіпрі, Норвегії, Омані, Пакистані, Панамі, Парагваї, Перу, Філіппінах, Польщі, Катарі, Саудівській Аравії, Південній Кореї, Іспанії, Тунісі, Об'єднаних Арабських Еміратах та Уругваї.
Перший ресторан Johnny Rockets у Пакистані відкрився у 2013 році в Карачі. і пізніше в Лахорі та Ісламабаді у 2014 році. Перший ресторан Johnny Rockets у Парагваї відкрився 16 грудня 2016 року в Shopping Mariscal, Асунсьйон. У 2016 році вони також відкрили філії у Перу та Болівії.
Перший європейський ресторан Johnny Rockets відкрився в Італії, а саме в Брешії, 22 вересня 2016 року в торговому центрі Elnòs.
Johnny Rockets Canada мала п'ять канадських локацій: дві у Вікторії, Британська Колумбія та дві у Ванкувері, Британська Колумбія, але вони закрилися у 2022 році. Залишилася лише одна локація в Віндзорі, Онтаріо.
Кілька круїзних лайнерів Royal Caribbean International мають на борту ресторани Johnny Rockets.

## В популярній культурі
Johnny Rockets згадується в пісні «Westside Story» бой-бенду 90-х LFO у реп-куплеті покійного Річа Кроніна з їхнього дебютного альбому 1999 року.
У 2009 році компанія та генеральний директор Джон Фуллер були представлені в популярному телешоу Undercover Boss на CBS у США та на Channel 4 у Великій Британії.
Шостий епізод аніме-серіалу Blood Blockade Battlefront містить пародію на ресторан під назвою «Jack & Rockets», де персонажі Леонардо Воч і Нейдж часто роблять замовлення.
Комедійний серіал Wrestlicious містить комедійні сценки з «50s Girl Shauna Na», зняті в Johnny Rockets у центрі Тампи, Флорида.
Американський чорний комедійний кримінальний драматичний трилер Баррі посилається на Johnny Rockets у Лос-Анджелесі під час третього епізоду третього сезону.
Натхненна рок-н-ролом і металом, а також аніме-стилем серія відеоігор-файтингів Guilty Gear містить пародію на ресторан під назвою Danny Missiles, який зберігся до кінця 22-го століття та є популярним серед персонажів.
У п’ятому епізоді шостого сезону Теорія великого вибуху Бернадетт Ростенковскі-Воловіц розмовляє з чоловіком Говардом Воловіцем про те, що він занадто багато говорить про те, що він астронавт, і він каже, що вони щойно вечеряли в Johnny Rockets.